# Mikenska doba
Mikenska doba (ali mikenska civilizacija ali mikenska Grčija) je bila zadnji del bronaste dobe v antični Grčiji (okoli 1600–1100 pr. n. št.). Je prva napredna civilizacija v celinski Grčiji s svojimi veličastnimi državicami, mestno ureditvijo, umetniškimi deli in pisavo. Med nastalimi središči so bili najbolj opazni Pilos, Tirint, Mideja na Peloponezu, Orhomen, Tebe, Atene v osrednji Grčiji in Jolk v Tesaliji. Najpomembnejše mesto so bile Mikene v Argolidi, po katerih je kultura tega obdobja dobila ime. Mikenci in mikenska vplivna naselja so bila tudi v Epirju, Makedoniji, na otokih v Egejskem morju, na obali Male Azije, Levantu, Cipru, Italiji. 
Mikenski Grki so uvedli nekaj novosti v inženirstvu, arhitekturi in vojaški infrastrukturi, medtem ko je bilo trgovanje na prostranih območjih Sredozemlja bistveno za mikensko gospodarstvo. Njihova zlogovna linearna pisava B ponuja prve zapise grškega jezika, njihova religija je že poznala več božanstev, ki jih lahko najdemo tudi v olimpskem panteonu. Mikenska Grčija je bila bojevniška elitna družba in je bila sestavljena iz mreže palačnih držav, ki so se razvile v togo hierarhični, politični, socialni in gospodarski sistem. Na čelu te družbe je bil kralj, znan kot anaks.
Mikenska Grčija je propadla z zlomom bronastodobne kulture v vzhodnem Sredozemlju, ki ji je sledila tako imenovana grška temna doba, prehodno obdobje do arhaične Grčije, ko so bile večje spremembe, od centralizirane palačne do decentralizirane oblike socialno-gospodarske organizacije (skupaj s široko uporabo železa). O koncu civilizacije so različne teorije, med njimi tudi dorska selitev ali dejavnosti, povezane z ljudstvi z morja, pa tudi teorije o naravnih nesrečah in podnebnih spremembah. Mikenska doba je postala zgodovinska podlaga za grško književnost in mitologijo, tudi Trojanski epski ciklus.

## Kronologija
Bronasta doba v celinski Grčiji, znana kot heladsko obdobje, kot jo imenujejo sodobni arheologi po Hellas, ki je grško ime za Grčijo. To obdobje je razdeljeno na tri podobdobja: zgodnjeheladsko obdobje (ZH) (okoli 2900–2000 pr. n. št.). To je bil čas blaginje, uporabljali so kovine, razvijali tehnologijo, krepili so se gospodarstvo in socialne organizacije. V srednjeheladskem obdobju (SH) (okoli 2000–1650 pr. n. št.) je bil razvoj počasnejši, razvil se je megaron, poznali so jaškaste grobove. Končno poznoheladsko obdobje (PH) (okoli 1650–1050 pr. n. št.) pa se približno ujema z mikensko Grčijo.
Poznoheladsko obdobje je nadalje razdeljeno na PH I in PH II, ki se ujemata z zgodnjim obdobjem mikenske Grčije (okoli 1650–1425 pr. n. št.), in PH III (okoli 1425–1050 pr. n. št.), to je obdobje širitve, upada in propada mikenske civilizacije. Prehodno obdobje od bronaste do železne dobe v Grčiji je znano kot submikensko (okoli 1050–1000 pr. n. št.).

## Identiteta
Dešifriranje mikenske linearne pisave B, sistem, prilagojen uporabi grškega jezika poznobronaste dobe, je pokazalo kontinuiteto grškega govora iz 2. tisočletja pr. n. št. v 8. stoletju pr. n. št., ko se je pojavila nova pisava. Poleg tega je pokazalo, da so bili nosilci mikenske kulture etnično povezani s prebivalstvom, ki je prebivalo na grškem polotoku po koncu tega kulturnega obdobja. Različne izraze za prebivalce mikenske Grčije je uporabljal Homer v 8. stoletju pr. n. št. v svojem epu Iliada pri sklicevanju na trojansko vojno. Slednja naj bi se zgodila v poznem 13. ali v začetku 12. stoletja pr. n. št., ko je koalicija manjših grških držav pod mikenskim kraljem oblegala obzidano mesto Troja. Homer je uporabil etnonime Ahajci, Danaanci in Argivi, ko je omenjal oblegovalce. Mogoče je tudi sklicevanje na a-ka-wi-ja-de v linearni pisavi B v Knososu na Kreti, datirano okoli 1400 pr. n. št., ki se najverjetneje nanaša na mikensko (ahajsko) državo na grški celini.
Egipčanski zapisi prvič omenjajo deželo T (D) -n-j ali Danaja (Tanaju) okoli leta 1437 pr. n. št., ko je vladal faraon Tutmozis III. Ta dežela je bila geografsko opredeljena v napisu iz časa vladavine  Amenhotepa III. (okoli 1388–1351 pr. n. št.). V zapisih so omenjena številna danajska mesta, ki zajemajo največji del južne celinske Grčije. Med njimi so Mikene, Navplion in Tebe z gotovostjo ugotovljena. Danaja je bila izenačena z Danajci (Danaoi,grško: Δαναοί), ime za mitološko dinastijo, ki je vladala v regiji Argos, ki jih je omenjal tudi Homer kot etnonim za grške ljudi. 
V uradnih zapisih drugega bronastodobnega cesarstva, Hetitov v Anatoliji, različni zapisi iz okoli 1400 pr. n. št. do 1220 pr. n. št. omenjajo državo z imenom Ahijava. Nedavne študije nove razlage napisov, ki temeljijo na besedilnih dokazih, pa tudi zadnje raziskave arheoloških dokazov o mikensko-anatolskih stikih v tem obdobju, ugotavljajo, da je izraz Ahijava uporabljan v povezavi z mikenskim svetom (dežela Ahajcev) ali je vsaj del tega. Ta izraz bi lahko imel v nekaterih besedilih tudi širši pomen, morda se nanaša na vse regije, ki so jih naseljevali Mikenci ali regije pod neposrednim mikenskim političnim nadzorom. Še en podoben etnonim Ekveš v egiptovskih napisih iz 12. stoletja pr. n. št. je bil pogosto označen z Ahivajci. Ekveš je bil omenjen kot skupina morskih ljudstev.

## Zgodovina

### Doba jaškastih grobnic (okoli 1600–1450 pr. n. št.)
Mikenska civilizacija izvira in se je razvijala iz družbe in kulture v zgodnjem in srednjem heladskem obdobju na celinski Grčiji pod vplivi minojske Krete. [24] Proti koncu srednje bronaste dobe (okoli 1600 pr. n. št.) sta se zelo povečali število prebivalcev in število naselij. V južni celinski Grčiji, kjer je prevladovala bojevniška elitna družba, so se pojavili številni centri moči. Značilno bivališče tistega časa je zgodnji tip megarona. Nekatere zapletenejše strukture so predhodniki poznejših palač. V številnih mestih so postavili tudi obzidje. 
Vmes so odkrili nove vrste pokopa in več grobov z veliko različnimi luksuznimi predmeti. Med različnimi vrstami pokopov je bil jaškasti grob najpogostejša oblika elitnega pokopa, kar je dalo ime zgodnjemu obdobju mikenske Grčije. Med mikensko elito so umrlim moškim v grob dodali zlato masko in nagrobni oklep, ženskam pa zlato krono in bleščeča oblačila z zlatimi okraski. Kraljevi jaškasti grobovi poleg akropole v Mikenah, zlasti krožna grobova A in B, kažeta moč grško govoreče kraljeve dinastije, katere gospodarska moč je bila odvisna od pomorske trgovine na dolge razdalje. 
V tem obdobju so imela mikenska mesta veliko stikov z zunanjim svetom in še posebej s Kikladi in minojskimi mesti na otoku Kreta. Mikensko prisotnost dokazuje tudi freska v Akrotiriju na otoku Tera, ki prikazuje številne bojevnike v čeladah iz čekanov divjega prašiča, kar je bila značilnost mikenskega vojskovanja. V začetku 15. stoletja se je okrepilo poslovanje z mikensko lončenino, ki je seglo na zahodno obalo Male Azije, tudi v Milet in Trojo, Ciper, Libanon, Palestino in Egipt. 
Na koncu dobe jaškastih grobnic se je pojavila nova, veličastnejša vrsta elitnega pokopa, tolos: velika kamnita krožna grobna komora z visokim obokanim stropom in ravnim vstopnim hodnikom.

### Obdobje koine (okoli 1450–1250 pr. n. št.)
Izbruh Tere, ki je bil po arheoloških podatkih okoli 1500 pr. n. št., je povzročil upad minojske civilizacije na Kreti. Ta razvoj dogodkov je bila priložnost, da so Mikenci začeli širiti svoj vpliv ob celotnem Egejskem morju. Okrog 1450 pr. n. št. so nadzirali tudi Kreto s Knososom in kolonizirali več drugih egejskih otokov vse do Rodosa. Tako so Mikenci postali glavna sila v regiji, kar označuje začetek mikenskega obdobja koine (iz grščine: Κοινή – 'skupen'), zelo enotna kultura, ki se je razširila po celinski Grčiji in Egejskem morju.
V zgodnjem 14. stoletju pr. n. št. je po minojskem propadu mikenska trgovina začela izkoriščati nove možnosti v Sredozemlju. Trgovske poti so še razširili in dosegli Ciper, Aman na Bližnjem vzhodu, Apulijo v Italiji in Španijo. V tistem času (okoli 1400 pr. n. št.) je palača Knosos prinesla najzgodnejše zapise v grški linearni pisavi B, ki je temeljila na prejšnji linearni pisavi A Minojcev. Uporaba nove pisave se je razširila po celinski Grčiji in daje dragocen vpogled v upravno mrežo mest. Odkriti zapisi so preveč razdrobljeni za politično obnovo bronaste dobe v Grčiji. 
Izkopavanja na Miletu v jugozahodni Mali Aziji kažejo na obstoj mikenskega naselja že od okoli 1450 pr. n. št., ki je nadomestilo starejše minojsko. Tu je bilo veliko in uspešno mikensko središče do 12. stoletja pr. n. št.. Poleg arheoloških dokazov je to potrjeno tudi v hetitskih zapisih, ki kažejo, da je bil Milet (Milavata pri Hetitih) najpomembnejše središče mikenske dejavnosti v Mali Aziji. Mikenci so bili tudi v sosednjih mestih Jazos in Efez.
Medtem so bile v glavnih mikenskih središčih na celini zgrajene veličastne palače. Zgodnje palače so bile grajene kot megaroni, na primer Menelajon v Šparti, Lakonija. Palače datirajo v okoli 1400 pr. n. št., ko so v Mikenah in bližnjem Tirintu postavili kiklopske utrdbe. Druge palače so bile zgrajene v Mideji in Pilosu na Peloponezu, v Atenah, Elevzini, Tebah in Orhomenu v osrednji Grčiji in Jolku v Tesaliji, pri čemer je bila slednja najsevernejše mikensko središče. Knosos na Kreti je postal mikensko središče, kjer je nekdanji minojski kompleks doživel številne prilagoditve, dodana je bila tudi prestolna dvorana. Mesta so imela togo omrežje birokracije, upravne pristojnosti so bile razvrščene v različne oddelke in pisarne v skladu s specializacijo dela in poslovanja. Na čelu te družbe je bil kralj, znan kot anaks (linearna pisava B: wa-na-ka) v mikenski grščini. Imel je vsa pooblastila kot glavni lastnik ter duhovni in vojaški vodja. Hkrati je bil podjetnik in trgovec z mrežo visokih uradnikov.

#### Prisotnost v Mali Aziji
V različnih hetitskih besedilih od okoli 1400 do 1220 pr. n. št. je bila prisotnost Ahijave v zahodni Anatoliji omenjena. Ahijava je splošno sprejet hetitski prevod mikenske Grčije (Ahajcev v homerski grščini), a natančna geografska opredelitev pojma ni mogoča. V tem času so bili kralji Ahijave očitno sposobni, da so sodelovali s sorodnimi hetitskimi kralji na diplomatski in vojaški ravni. Poleg tega je bila dejavnost Ahijavancev vmešavanje v anatolske zadeve s pomočjo protihetitskih uporov ali lokalnih vazalov, ki jih je ahijavanski kralj uporabljal kot sredstvo za razširitev svojega vpliva.
Hetitski zapisi iz okoli 1400 pr. n. št. omenjajo vojaške dejavnosti ahijavanskega vojskovodje Atarsija, morebitni hetitski način pisanja grškega imena Atrej, ki je napadel hetitske vazale v zahodni Anatoliji. Okoli 1315 pr. n. št. je bil hetitski interes v regiji ponovno ogrožen zaradi protihetitskega upora pri Arzavi (ime regije ali kraljestva v zahodni Anatoliji). Zdi se, da je nadzor nad številnimi otoki v Egejskem morju pripadel Ahijavi, kar so potrdila arheološka izkopavanja. Ko je vladal hetitski kralj Hatusili III. (okoli 1267–1237 pr. n. št.), je bil kralj Ahijave priznan kot veliki kralj in imel enak položaj kot drugi sodobni veliki bronastodobni vladarji Egipta, Babilonije in Asirije. Takrat je izbruhnilo še eno protihetitsko gibanje, ki ga je vodil Pijama-Radu in ga je podprl kralj Ahijave. Pijama-Radu je povzročil velik nemir v regiji Viluša in nato napadel otok Lezbos, ki je nato pripadel Ahijavi.
Hetitsko-ahijavanski spor v Viluši, verjetno hetitsko ime za Trojo, je morda zgodovinski temelj za trojanske vojne. Posledica te nestabilnosti je bila, da si je hetitski kralj z dopisovanjem prizadeval prepričati ahijavanskega kralja, da je potrebna ponovna vzpostavitev miru v regiji. Zapis v hetitščini omenja Tavagalavo, morda je to hetitski prevod grškega imena Eteokles, ki je bil brat kralja Ahijave.

### Upad (okoli 1250–1100 pr. n. št.)

#### Začetni padec in oživitev
Okoli 1250 pr. n. št. je bil očitno prvi val uničenja v različnih središčih celinske Grčiji iz razlogov, ki jih arheologi ne znajo pojasniti. V Beociji so v tem letu ali nekoliko pozneje Tebe pogorele do tal. V bližini Orhomena je bil tudi požar, medtem ko je bila beocijska utrdba Gla zapuščena. Na Peloponezu so napadli in zažgali številne stavbe, ki so obkrožale citadelo Miken.
Vse to je verjetno spodbudilo množično krepitev in širitev utrdb na različnih krajih. V nekaterih primerih so bili zgrajeni tudi podzemni rovi, ki so vodili do podzemnih cistern. Tirint, Mideja in Atene so razširili svojo obrambo z novimi kiklopskimi zidovi. Pri širitvi Miken so skoraj podvojili utrjeno območje citadele. V tem času so zgradili tudi veličastna levja vrata, glavni vhod v mikensko akropolo. 
Prvemu valu uničenja je sledila kratka doba oživitve mikenske kulture. Mikenska Grčija se še vedno pojavlja v mednarodnih dogodkih, zlasti v hetitskih zapisih. Okoli 1220 pr. n. št. je kralj Ahijave ponovno poročal, da so bili vpleteni v protihetitski upor v zahodni Anatoliji. Druga hetitska poročila navajajo, da so se ahijavanske ladje izognile asirskim nadzorovanim pristaniščem kot del trgovinskega embarga. V drugi polovici 13. stoletja pr. n. št. je bilo trgovanje v vzhodnem Sredozemlju v zatonu, najverjetneje zaradi nestabilnega političnega okolja.

#### Končni propad
Zdi se, da dokončnega uničenja in propada mikenske države ni preprečil noben obrambni ukrep. Drugo uničenje je prizadelo Mikene okoli 1190 pr. n. št. ali kmalu za tem. Ta dogodek je zaznamoval konec Miken kot velike sile. Bile so sicer obnovljene, vendar v manjšem obsegu. Palača Pilos je bila uničena okoli 1180 pr. n. št.. Našli so arhive v linearni pisavi B, ohranjene zaradi ognja, ki je uničil palačo; omenjene so nepremišljene priprave obrambe, a ni nobenih podrobnosti o napadalcih.
Posledica te krize je bila dramatično zmanjšanje števila prebivalcev na posebnih območjih celinske Grčije, predvsem v Beociji, Argolidi in Meseniji. Mikenski begunci so se preselili na Ciper in v Levant. Druge regije na robu mikenskega sveta, kot so Jonski otoki, severozahodni Peloponez, deli Atike in številni egejski otoki, so še vedno uspevale. Akropola v Atenah ni bila uničena. 

#### Hipoteze o mikenskem propadu
Znanstveniki še vedno živahno razpravljajo o koncu mikenske kulture, a ni zadovoljive razlage za propad mikenskih sistemov palač. Dve najpogostejši teoriji sta gibanje prebivalstva in notranji spori. Prva pripisuje uničenje mikenskih mest vdoru drugih ljudstev.
Morda je dorska selitev, znana iz grške mitologije, povzročila konec mikenske Grčije, kar podpirajo sporadični arheološki dokazi, kot so nova vrsta pokopa, zlasti kamniti škatlasti grobovi, in uporaba novih narečij (dorsko narečje). Zdi se, da so se Dorci preselili na jug postopoma v več letih in uničevali ozemlje, dokler jim ni uspelo, da so zasedli mikenska središča. Pojavila se je tudi nova vrsta keramike, imenovana "barbarska posoda", ker je bila pripisana prišlekom s severa. Po drugi strani pa se je propad mikenske Grčije ujemal z dejavnostjo morskih ljudstev v vzhodnem Sredozemlju. Povzročili so obsežno uničenje v Anatoliji in Levantu ter dokončno premagali faraona Ramzesa III. okoli 1175 pr. n. št. Ena od etničnih skupin, ki so jo sestavljali ti ljudje, so bili Ekveš, ime, ki se zdi, da ga je treba povezati z Ahijavo iz hetitskih zapisov.
Po drugih teorijah je bil padec mikenske Grčije posledica notranjih nemirov, ki so povzročili državljansko vojno med mikenskimi državami ali civilne nemire v številnih državah kot posledice strogega hierarhičnega družbenega sistema in ideologije anaks. Zaradi nejasne arheološke slike v 12., 11. stoletju pr. n. št. v Grčiji je še vedno nesoglasje med znanstveniki o tem, ali so bili družba, ki je nasledila mikenske palačne države, novinci ali prebivalstvo, ki je že živelo v mikenski Grčiji. Nedavne arheološke najdbe so v prid slednji teoriji. Druge teorije se nanašajo na naravne dejavnike, kot so podnebne spremembe, tudi suše in potresi. Obdobje po koncu mikenske Grčije, okoli 1100–800 pr. n. št. se običajno imenuje grška temna doba ali grški srednji vek.

## Politična organizacija

### Palačne države
Mikenske palačne države ali centralno organizirane palače – delujoči polisi so evidentirani v grški literaturi in mitologiji (npr. Iliada, katalog ladij) in potrjeni z odkritji sodobnih arheologov, kot je Heinrich Schliemann. Vsako mikensko kraljestvo je bilo vodeno iz palače, ki je imela nadzor nad večino, če ne nad vsemi dejavnostmi v svojem kraljestvu. Palačno ozemlje je bilo razdeljeno na več podobmočij, vsako vodeno kot središče province. Vsaka provinca je bila nadalje razdeljena na manjša območja, da-mo. Številne palače in utrdbe so bile del širšega kraljestva. Na primer Gla v regiji Beocija je pripadala bližnjemu Orhomenu. Poleg tega je palača v Mikenah vladala ozemlju, ki je bilo dva do trikrat večje od drugih palačnih držav v bronastodobni Grčiji. Mikene so obvladovale tudi sosednja središča, tudi Tirint in Navplion, kjer so prepričljivo vladali člani mikenske vladajoče dinastije.
Odkrita besedila v linearni pisavi B so preveč razdrobljena za obnovo političnega prizorišča mikenske Grčije in ne podpirajo obstoja večje mikenske države. Po drugi strani pa sodobni hetitski in egipčanski zapisi kažejo prisotnost posamezne države v okviru velikega kralja. Druga možnost, ki temelji na arheoloških podatkih, se zdi nekakšna konfederacija med številnimi palačnimi državami. Če je nekakšen enoten politični subjekt obstajal, je bilo prevladujoče središče verjetno v Tebah ali Mikenah, slednje pa so bile najbolj verjetno središče moči.

### Družba in uprava
Neolitska agrarna vas (6000 pr. n. št.) je bila temelj bronastodobne politične kulture v Grčiji. Velika večina ohranjenih zapisov linearne pisave B prikazuje upravna vprašanja in daje vtis, da je bila palačna uprava zelo poenotena pri uporabi istega jezika, terminologije, davčnega sistema in distribucije. Glede tega je arhiv Pilosa najbolje ohranjen v mikenskem svetu in sprejet kot vzorec. 
Državi je vladal kralj anaks (ϝάναξ), katerega naloga je bila verska in morda tudi vojaška in sodna. Nadziral je praktično vse pore palačnega življenja, od verskega slavja in razporejanja blaga, obrtnike in vojake. Pod njim je bil lāvāget ('vodja ljudi'), katerega vloga je bila predvsem verska. Njegove dejavnosti so se lahko prekrivale s kraljevimi in je bil kot drugi poveljnik. Oba sta bila na čelu vojaške aristokracije, znane kot eketa ( 'tovariši' ali 'privrženci'). Posesti, ki jih je imel anaks, so se imenovala temeno (te-me-no). Enkeljavon je bil oseba, ki je omenjena v zapisu iz Pilosa in ga sodobni strokovnjaki obravnavajo kot kralja. 
Številni lokalni uradniki, ki jih je postavljal anaks, so bili odgovorni za okrožja, kot so ko-re-te (koreter, 'guverner'), po-ro-ko-re-te (prokoreter, 'namestnik') in da-mo-ko-ro (damokor, 'tisti, ki skrbi za damos'), slednji je bil verjetno imenovan, da prevzame odgovornost za občine. Imeli so tudi svet starešin, ke-ro-si-ja (γερουσία, gerousía). Bazilej je bilo v zadnji grški družbi ime kralja, ki se nanaša na občinske uradnike. 
Zdi se, da je bila mikenska družba razdeljena v dve skupini svobodnih moških: kraljevo spremstvo, ki je imelo upravne naloge v palači, in ljudi da-mo. Slednje so nadzorovali kraljevi agenti in so morali opravljati zanje naloge in plačevati davke. V palači so lahko bili visoki uradniki, ki so verjetno živeli v velikih stanovanjih, najdenih v bližini mikenske palače, pa tudi drugi, povezani z delom za palačo in ne nujno člani da-mo, obrtniki, kmetje in morda trgovci. Nižjo stopnico družbene lestvice so zasedali sužnji, do-e-ro, (δοῦλος, doúlos). Ti so omenjeni v besedilih kot delavci v palači ali za posamezna božanstva.

## Arhitektura

### Palače
Palačne strukture v Mikenah, Tirintu in Pilosu so stale na vrhovih hriba ali na skalnatih izdankih in so se dvigale nad neposredno okolico. Najbolje ohranjena je v Pilosu in Tirintu, medtem ko sta v Mikenah in Menelajonu le delno ohranjeni. V osrednji Grčiji sta bili palači v Tebah in Orhomenu le delno odkriti. Palača, zgrajena na Akropoli v Atenah, je bila skoraj popolnoma uničena. Velik objekt je v Diminiju v Tesaliji, morda stari Jolk, za katerega številni arheologi verjamejo, da je bil palača. Mikenska palača je bila odkrita tudi v Lakoniji, v bližini sodobne vasi Hirokambi.
Palačne strukture celinske Grčije imajo veliko skupnih značilnosti. Osrednja točka družbenopolitičnega vidika mikenske palače je megaron, prestolna soba. Zgrajena je bila okrog krožnega ognjišča in obdana s štirimi stebri. Prestol je bil navadno na desni strani ob vstopu v sobo, medtem ko je bila notranjost bogato okrašena s slikami, namenjenimi prikazu politične in verske moči vladarja. Dostop do megarona je bil zagotovljen z dvorišča, na katero se je prišlo iz propilej. Ikonografija palačnih prostorov je bila enotna po vsej Grčiji. Na primer v Pilosu in Tirintu so slike osredotočene na morske motive, kot so upodobitve hobotnice, rib in delfinov. Okoli megarona je bila skupina dvorišč, vsako odprto v več prostorov različnih velikosti, kot so shrambe in delavnice, pa tudi sprejemne dvorane in bivalni prostori. Mikenske palače so dale veliko artefaktov in fragmentarnih fresk. 
Dodatna skupna značilnost je veliko dvorišče s stebriščem, ki leži neposredno pred osrednjim megaronom, medtem ko je drugi, manjši megaron, tudi znotraj teh struktur. Stopnišča v palači v Pilosu kažejo, da so imele palače dve nadstropji. Zasebni prostori članov kraljeve družine so bili najbrž v drugem nadstropju.

### Utrdbeni objekti
Gradnja obrambnih struktur je bila tesno povezana z vzpostavitvijo palače v celinski Grčiji. Glavna mikenska mesta so bila dobro utrjena in so bila običajno na dvignjenem terenu, kot je Akropola v Atenah, Tirintu in Mikenah ali na obalni ravnici, kot je Gla. Mikenski Grki so cenili simboliko vojne, kar je izraženo v obrambni arhitekturi in kaže vizualno veličastnost utrdb. 
Izraz kiklopski se običajno uporablja za značilnosti zidanih mikenskih sistemov obrambe in opisuje zidove, zgrajene iz velikih, surovih balvanov, ki so debeli več kot 8 m in tehtajo več ton. So grobo nameščeni brez uporabe malte ali gline, medprostore pa so zapolnili z manjšimi kamni iz apnenca. Njihova postavitev je oblikovala poligonalni vzorec, ki je dal zidu neurejen, a mogočen videz. Na vrhu bi bil dovolj širok za hodnik z ozkim parapetom na zunanjem robu in prsobranom. Izraz kiklopski so uporabljali v grški klasični dobi, ko so verjeli, da so le mitski velikani, kiklopi, lahko izdelali take megalitske strukture. Klesane kamne so uporabljali samo pri vratih in okoli njih. Druga značilnost mikenske megalitske gradnje je bila uporaba nepravega oboka nad hodnikom; odprtina, pogosto trikotne oblike, namenjena za zmanjšanje teže nad preklado. Prostor je bil napolnjen z nekaj lažjimi kamni.
Kiklopske utrdbe so bile značilne za mikenske zidove, zlasti na citadeli v Mikenah, Tirintu, Argosu, Hrisu in Atenah, medtem ko manjše skale najdemo v Mideji in velike apnenčaste plošče v kraju Gla. V mikenskih naseljih v Epiru in na Cipru so tudi kiklopski zidovi, pa tudi v zahodni Anatoliji. Poleg citadele so bile posamezne utrdbe postavljene tudi na različnih strateških legah. Sistemi utrdb so imeli tudi tehnične izboljšave, kot so tajne cisterne, galerije, tajna vrata in bastijone za zaščito vhodnih vrat. Čeprav je bil Pilos pomemben center moči, ni imel obzidja.

## Umetnost in obrt

### Posode
V poznem mikenskem obdobju (1400–1200 pr. n. št.) je bila mikenska posoda/keramika razširjena na velikem območju vzhodnega Sredozemlja (tj. od Levanta do Sicilije) in morda kaže obliko ekonomske in politične unije s središčem v Mikenah. Keramika na Kreti pa je v tem času ostala ločena in označuje stopnjo avtonomije na otoku. Mikenski Grki so v velikih količinah izdelovali različne posode, kot so vrči s stremenastimi ročaji, velike sklede, alabastron (posode za dišave), kraterji in kiliksi, posode, podobne čašam za šampanjec. 
Vrče s stremenastimi ročaji (linearna pisava B: ka-ra-re-u, khlareus; 'posoda za olje') so prvi izumili na otoku Kreta v 16. stoletju pr. n. št. in so se pogosto uporablja med Mikenci od 1400 pr. n. št. dalje za prevoz in shranjevanje vina in olja; vrči so bili običajno hruškaste ali kroglaste oblike. Posodice (kiliks) so se razvile iz efirskih čaš, veliko so jih odkrili na kraju, imenovanem "lončarska trgovina" v Zigurisu. Mikenske posode za pitje, kot so kiliksi, imajo posamezne okrasne motive, kot so školjke, hobotnice ali cvetlice, naslikane na strani, obrnjeni stran od pitnika. Mikenski Grki so na svojih posodah poslikali tudi celotne scene (slikovni slog), ki prikazujejo bojevnike, vozove, konje in božanstva, ki spominjajo na dogodke, ki so opisani v Homerjevi Iliadi. Drugi predmeti, ki so jih razvili Mikenci, so glinene svetilke in kovinske posode, kot so bronast trinožni kotel (ali banja). Znane so tudi posode iz fajanse in slonovine.

### Figure in figurine
Mikensko obdobje ni poznalo velikih kipov. Kipi iz tega obdobja so večinoma majhne glinene figurice in jih najdemo v skoraj vsakem mikenskem mestu na celinski Grčiji, v grobnicah, ostankih naselij ter občasno v kultnih središčih (Tirint, Agios Konstantinos na Metani). Večina teh figuric so ženske in antropomorfne ali zoomorfne. Ženske figurice, ki so bile priljubljene v različnih obdobjih, lahko razdelimo v tri skupine: zgodnje so vrste fi, ki spominjajo na grško črko fi, njihove roke dajejo zgornjemu telesu figure okroglo obliko; vrste psi, videti so kot grška črka psi: ti imajo v višino iztegnjene roke in zadnji (12. stoletje pr. n. št.) so vrste tau: videti so v obliki grške črke tau s prekrižanimi rokami pravokotno na telo. Večina figuric ima na glavi velik klobuk polos. Pobarvane so s progami ali križastim vzorcem, tako kot sodobna lončenina in so verjetno delo istih lončarjev. Njihov namen je nejasen, vendar pa bi lahko bili votivni predmeti ali igrače. Nekaj jih najdemo v otroških grobovih, velika večina pa so fragmenti iz domačih smeti. Mnogo figuric so našli na krajih, na katerih je bilo bogoslužje v arhaičnih in klasičnih obdobjih (okoli 200 pod svetiščem Aten, Delfov, templjem Afaja v Egini, v Apolonovem svetišču Maleatas nad Epidavrom in v kraju Amikle blizu Šparte), kar kaže, da so mnoge religiozne narave, morda kot votivne, lahko pa so se uporabljale tudi pozneje v mikenskem obdobju v molilnicah.
Večje moške, ženske ali živalske terakotne figure so veliko redkejše. Pomembna skupina je bila najdena v templju v Mikenah skupaj z zvito glineno kačo, medtem ko so druge našli v Tirintu in v vzhodnih in zahodnih svetiščih na Filakopi na otoku Melos. 

### Freske
Na mikenske slike je precej vplivala minojska umetnost. Fragmente stenskih poslikav so našli v palači ali okoli nje (Pilos, Mikene, Tirint) in v domačih okoljih (Zigures). Največja popolna stenska slika upodablja tri ženske figure, verjetno boginje, v tako imenovanem kultnem centru v Mikenah. Slike predstavljajo različne teme: lov, skok čez bika, bojne prizore, procesije itd. Nekateri prizori so lahko del mitološke pripovedi, a njihov pomen v resnici ni znan. Druge freske vključujejo geometrijske ali stilizirane motive, ki so se uporabljali tudi na poslikani lončenini.

## Pisava
Okoli 1600 pr. n. št. so si mikenski Grki izposodili iz minojske civilizacije sistem zlogovne pisave (linearna pisava A) in razvili svojo zlogovno pisavo, znano kot linearna pisava B. Tak zapis je bil uporabljen v mikenskih palačah v Grčiji za upravne namene, kadar so bile zapisane ekonomske transakcije na glinastih ploščicah in nekaj keramike v mikenskem narečju grškega jezika. Tablice z linearno pisavo B so prvič odkrili na Kreti, in sicer jih je odkril angleški arheolog sir Arthur Evans okoli 1900. Leta 1952 jih je dešifriral angleški arhitekt in kriptograf Michael Ventris. Ventrisovo odkritje je pokazalo, da je bila mikenska grščina "najstarejše znano grško narečje, katerega prvine so preživele v Homerjevem jeziku kot posledica dolgega ustnega izročila epske poezije".